# Cefalù
Cefalù (sicilsky Cifalù, řecky Κεφαλοίδιον, latinsky Cephaloedium, arabsky Gafludi) je historické město a letovisko v metropolitním městě Palermo na severozápadě Sicílie v Itálii.
Historické staré město s normanským dómem a pláže činí z Cefalù jedno z hlavních turistických center v regionu i na Sicílii.

## Geografie
Město leží na pobřeží Tyrhénského moře, 75 km východně od Palerma a 175 km západně od Messiny. Jižně od Cefalù se rozkládá pohoří Sicilských Apenin Madonie. Historické jádro města se nachází pod útesem La Rocca, 270 metrů vysoké vápencové skály s pevností.

## Historie
Nejstarší archeologické nálezy z území starého města pocházejí z pravěku. V době klasické řecké kultury patřilo k území říše Graecia magna, vyrostlo zde město zvané Kephaloidion, o němž podal svědectví k roku 396 př. n. l. řecký historik Diodóros Sicilský. Za římské vlády bylo město od roku 254 př. n. l. nazýváno Cephaloedium. Oba názvy znamenají hlavu a byly odvozeny od tvaru skály Rocca di Cefalù, na které nejstarší sídlo původně leželo. O město se bojovalo během punských válek. Bylo také pravidelně zmiňováno římskými geografy (Strabón, Plinius starší, Klaudios Ptolemaios).
Kolem roku 858 n. l. město dobyli Arabové, nazvali je Gafludi a připojili ke svému emirátu Sicílie. Roku 1063 se města zmocnili Normané. Za normanského krále Rogera II. bylo centrum města přesunuto k úpatí vápencové skály a ve 12. století nastal všeobecný rozkvět hospodářství, (zvl. rybářství), obchodu a kultury. Tehdy byla postavena katedrála a v ní umístěny dva sarkofágy z tehdy vzácného červenohnědého porfyru pro Rogera II. a jeho nástupce. Teprve císař Fridrich II. Štaufský dal kosti svého otce Jindřicha VI. i se sarkofágem přenést do katedrály v Palermu. Cefalù se ve 13. století stalo sídlem biskupství. Roku 1861 bylo Cefalù připojeno ke sjednocené Itálii.

## Město a památky

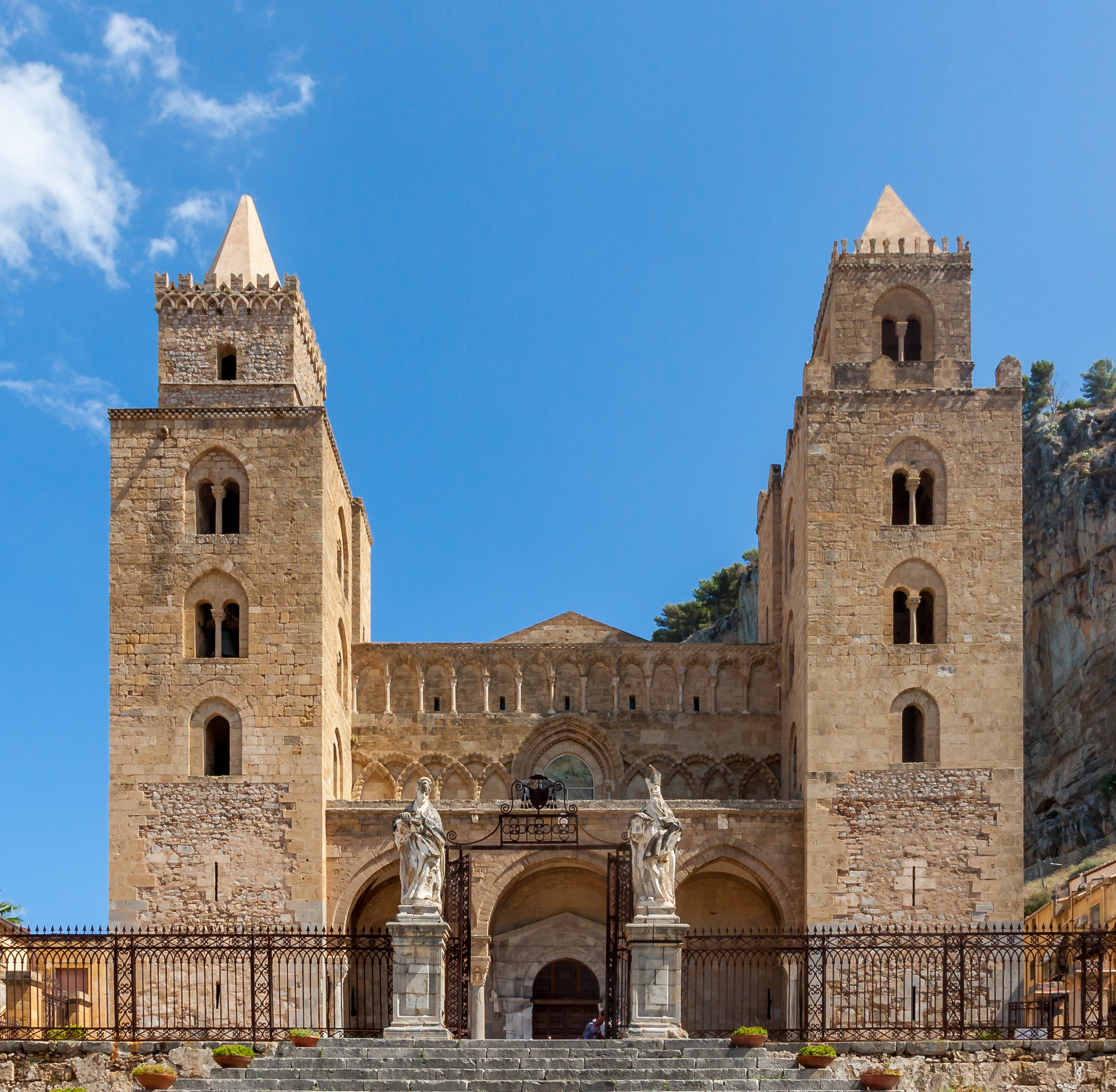
Katedrála

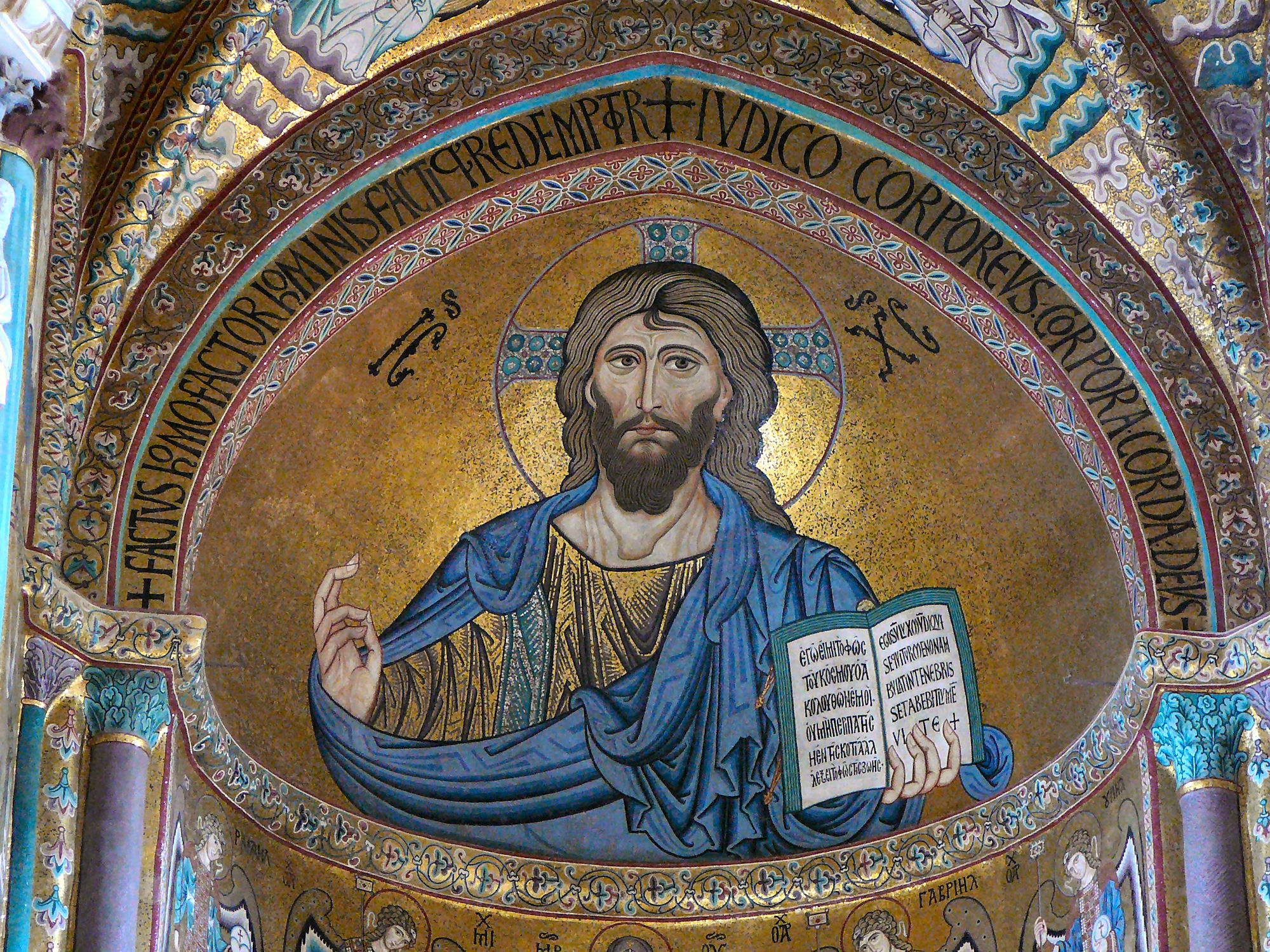
Mozaika Kristus Vševládce

Historické staré město se nachází pod útesem La Rocca. Hlavní památkou ve městě je normanská katedrála založená v roce 1131 z podnětu Rogera II. Hlavní ulicí na starém městě je Corso Ruggero, které vede až ke katedrále. Ve městě se nachází řada dalších kostelů a paláců z období od 13. do 18. století. Na hoře La Rocca se pak nachází zbytky Dianina chrámu z 9. století před naším letopočtem a středověké opevnění La Rocca di Cefalù.
- Il duomo – normanská katedrála, v interiéru jsou cenné mozaiky byzantských umělců z poloviny 12. století.
- další kostely:
  - Santa Maria dell'Odigitria (kostel P. Marie Hodegetríe) - původně byzantský, stavba ze 16. století, s ní spojený druhý chrám Archanděla Michaela; sídlo mariánského bratrstva
  - Santissima Annunziata (kostel Zvěstování Panny Marie) - kolem roku 1511, rozeta a reliéf Zvěstování na fasádě
  - Santo Stefano – raně barokní kostel Duší v očistci, s kryptou
- Biskupský palác a seminář – ze 13. - 15. století
- Paláce zdejší šlechty ze 13. - 17. století:
  - Palazzo Atenasio Martino – 15. století, fresky ze 16. století
  - Palazzo Maria – 13. století
  - Palazzo Piraino – renesanční ze 16. století
- Osterio Magno se středověkou věží – 14. století, archeologické nálezy v interiéru ze 12. - 13. století
- Základy Dianina chrámu – megalitická stavba na hoře Rocca, z 5. - 4. století př. n. l., tamže cisterna a pravěký dolmen
- Antické římské lázně
- Středověké opevnění La Rocca di Cefalù
- Museo Mandralisca (městské muzeum v paláci barona Mandraliscy)[4] - významné sbírky regionálního umění a archeologie severní Sicílie od antiky do 18. století, mj. antická řecká a arabská keramika, starožitnosti (nábytek, malba a sochy), k atrakcím patří renesanční portrét muže od Antonella da Messina (1465)